# Vaporwave
Vaporwave (stilizirano: Ｖａｐｏｒｗａｖｅ), je podžanr elektronske glazbe i umjetnički pokret koji je nastao početkom 2010-ih na internetskim zajednicama. Vaporwave štuje videoigre i estetiku 1980-ih, te spaja s zvukovima, beatovima i vizualnim efektima 1990-ih (ponekad i ranih 2000-ih).
Odlikuje se nostalgičnom ili nadrealističkom pomamom za retro kulturnom estetikom, tehnologijom, potrošačkom kulturom i reklamama, kao i za stilovima korporativne i popularne glazba, kao što su lounge, smooth jazz i elevator music. U okviru žanra je rasprostranjen sampling, odnosno uzimanje već gotovih uzoraka pjesama, najčešće iz 80-ih i 90-ih godina 20. stoljeća, i njihovo prerađivanje na putem nekog računarskog softvera. 
Za stil se vezuje kritička ili satirična zaokupljenost potrošačkim kapitalizmom, popularnom kulturom i motivima novog doba. Vizualni stil vaporwave, koji je vidljiv po omotima albumima i video klipovima, naziva se "estetika" (eng. aesthetics, često stilizirano kao  "Ａ Ｅ Ｓ Ｔ Ｈ Ｅ Ｔ Ｉ Ｃ Ｓ"). Video-klipovi su često prikazani u niskoj audio i video rezoluciji.

## Etimologija
Vaporwave se rezultira iz riječi Vaporware i "New Wave" (hrv. Novi val).

## Povijest
Vaporwave je nastao na internetskim zajednicama. Među prvih djela je hypnagogic pop, umjetnika Ariela Pinka. 
Za podsticanje prvobitnog razvoja vaporwave-a zaslužni su Daniel Lopatin i njegov album Chuck Person's Eccojams Vol. 1 iz 2010. godine kao i album Far Side Virtual, Jamesa Ferrara i Floral Shoppe umjetnice Ramone Andre Xaviere (poznata pod imenom Macintosh Plus).
U sljedećim godinama, žanr je naišao na popularnost na web-stranicama YouTube, Bandcamp, SoundCloud, Tumblr, Last.fm i 4chan. 
Razvoj se nastavlja u 2013. godini, s umjetnicima poput Blank Banshee-a i Saint Pepsi-a Nastali su novi podžanrovi, među kojima je i Mallsoft (ponekad "Mallwave"), inspiriran jednostavnom glazbom, koja služi kao pozadinska glazba u trgovačkim centrima (eng. Mall).

## Umjetnici
Najpoznatiji umjetnici su:
- ２８１４
- Blank Banshee
- Daniel Lopatin
- Esprit
- Hallmark '87
- Hong Kong Express
- Internet Club
- James Ferraro
- Macintosh Plus (Vektroid)
- Maitro
- Saint Pepsi